# Kragskogsjuvel
Kragskogsjuvel (Chaetocercus heliodor) är en fågel i familjen kolibrier.

## Utseende
Skogsjuveler är mycket små kolibrier med en humlelik flykt. Hane kragskogsjuvel är djupt smaragdgrön, med mer blåaktig ton än andra skogsjuveler. Den har vidare glittrande vinröd strupe och vita fläckar på övergumpens sidor. Honan är svårare att artbestämma, men känns igen på rostrött på övergump och stjärt med ett svart band vid stjärtroten, liten storlek, kort stjärt och beigefärgad anstrykning på strupen. På båda könen verkar näbben näbben något nedåtböjd, mer än hos andra skogsjuveler.

## Utbredning och systematik
Kragskogsjuvelen förekommer i Anderna, i Colombia, Venezuela och Ecuador. Den delas in i två underarter:
- Chaetocercus heliodor heliodor – förekommer i Anderna i Colombia och västra Ecuador till nordvästra Venezuela (Merida)
- Chaetocercus heliodor cleavesi – förekommer i Anderna i nordöstra Ecuador

## Levnadssätt
Kragskogsjuvelen hittas i Andernas subtropiska och tempererade zon. Där bebor den molnskogar, skogsbryn och ungskog. Den ses födosöka enstaka i trädtaket eller vid stånd av blommor på marken, men kan också besöka kolibrimatningar.

## Status och hot
Arten har ett stort utbredningsområde, men tros minska i antal, dock inte tillräckligt kraftigt för att den ska betraktas som hotad. Internationella naturvårdsunionen IUCN listar arten som livskraftig (LC).